# 世界第一⿺麥方
《世界第一》是一部2013年的臺灣電影，改編自真人真事，描述在路易樂斯福世界盃麵包大賽奪下冠軍的台灣麵包師傅吳寶春的故事。
漢字（教育部推薦用字：麭；台羅拼音：pháng，方音符號：ㄆㄤˋ）即指台語的麵包，為日語パン音譯而來，是吳寶春為臺灣打造描述「麵包」的專用字。

## 劇情概要
吳寶春在小學與學鋼琴的富家千金陳欣玫相遇後，就常玩在一起，但因吳寶春連注音符號都不認識，女主角轉學後雙方未再寫信。吳寶春到台北當麵包學徒時，巧遇搬到台北的陳欣玫，重燃愛情火花，但欣玫的母親極力反對。富家千金到法國留學，進修音樂後，吳寶春正好去法國比賽麵包烘焙，吳寶春做了一個她小時候愛吃的紅豆麵包給她後，雙方便未再見面。女生隨後嫁給別人，吳寶春知道後化悲憤為力量，終於獲得了烘焙比賽冠軍。

## 拍攝過程
- 2010年柏林影展最佳導演獎得主林正盛在一場座談會與吳寶春認識，當時產生出將其生平拍成電影之構想，雙方花費一年時間來討論劇本，預計拍攝3個月。
- 2013年1月19日，劇組人員在「中華民國駐法代表處」場地拍攝，因巴黎大雪，拍攝工作較為艱辛。
- 2013年7月17日，電影舉辦首映會，導演表示整個愛情故事幾乎都是虛構的。同日，于美人於晚間6點參加電影首映會，因舞台過熱而中暑，並隨後取消9點在中天電視節目《康熙來了》的錄影。
- 2013年7月22日，台北地區電影首週末票房新台幣120萬元，名列第11名；前五日全台票房約新台幣350萬元[1]。

## 演員陣容

### 主要角色
| 演員   | 飾演角色 | 介紹 |
| 李國毅 | 吳寶春   | 主角、麵包師傅，一個鄉下窮小孩如何因為愛而奮鬥站上世界冠軍，立志一輩子做麵包，因陳欣玫媽媽反對而和陳欣玫分手，樂斯福盃冠軍賽台灣隊麵包選手，樂斯福盃冠軍賽贏給神崎 |
| 孟耿如 | 陳欣玫   | 喜愛紅豆麵包的女生，是吳寶春的青梅竹馬國小同學，因媽媽反對而和吳寶春分手，最後遠赴美國讀音樂學校、遠赴巴黎當音樂表演家，媽媽安排在巴黎認識外國未婚夫結婚           |
| 王彩樺 | 陳無嫌   | 吳寶春的母親，一個最典型的台灣鄉下勤儉持家好媽媽 |

### 其他演員
| 演員   | 飾演角色 | 介紹 |
| 高盟傑 | 朽胖     | 吳寶春從小到大的知己與好伙伴 |
| 黃鐙輝 | 椪柑     | 從一開始消極認為爸爸喝酒、賭博輸家產讓自己無法考大學，看不起做麵包行業，吳寶春不會讀書欺負吳寶春，曾經誤會爸爸喝酒、賭博輸家產，到最後以做麵包行業為榮，相挺吳寶春一路到樂斯福盃冠軍賽 |
| 邱凱偉 | 陳撫洸   | 是一個不求回報率性的麵包師傅，吳寶春生命中的貴人，自己開麵包店，麵糰加入老麵製做麵包開創者，教吳寶春麵糰加入老麵製做麵包                                                               |

其他參與演出的人物
| 演員     | 飾演角色                                         | 介紹 |
| 馮凱     | 金水師傅                                         | 吳寶春學徒時期跟隨的傳統台灣麵包師傅，表面嚴厲，實則欣賞吳寶春的努力                                                                           |
| 于美人   | 欣玫母                                           | 在意女兒高學歷和有富有未來，而不希望吳寶春阻擋女兒的幸福，安排女兒遠赴美國讀音樂學校、遠赴巴黎成為音樂表演家，安排女兒在巴黎認識外國未婚夫結婚 |
| 瞿友寧   | 欣玫父                                           | 成功的企業總裁，和吳寶春一樣出身貧寒，以土芒果比喻自己，曾經懷疑吳寶春立志成為麵包師傅是否能夠讓女兒幸福和富有未來                             |
| 李運慶   | 官建良                                           | 吳寶春在軍中當兵學長，在軍中非常照顧吳寶春，知道吳寶春學歷國中畢業，在軍中教吳寶春讀書                                                         |
| 許效舜   | 沙鹿麵包店老闆                                   | 討厭吳寶春對於麵包的品質改善，拜託吳寶春薪水少拿永遠留在店裡當阿慶師父的二手                                                                   |
| 黃仲崑   | 王總                                             | 進口麵包原物料廠商，贊助吳寶春參加樂斯福盃冠軍賽，也引薦小津師傅、菊鼓師傅來台傳授麵包技藝                                                     |
| 小林幸子 | 小津師傅                                         | 樂斯福盃冠軍賽日本隊麵包教練，和菊鼓、吳寶春、神崎集訓做麵包                                                                                   |
| 野上智寬 | 菊鼓師傅                                         | 樂斯福盃冠軍賽日本隊麵包教練，和小津、吳寶春、神崎集訓做麵包                                                                                   |
| 目代雄介 | 神崎師傅                                         | 樂斯福盃冠軍賽日本隊麵包選手，吳寶春樂斯福盃冠軍賽比賽對手，和吳寶春、小津、菊鼓集訓做麵包，樂斯福盃冠軍賽輸給吳寶春                           |
| 柯一正   | 寶春爸爸                                         | 在吳寶春小時候即過世，讓吳母必須含辛茹苦拉拔孩子長大                                                                                           |
| 童毅軍   | 椪柑爸爸                                         | 喜歡喝酒、賭博，椪柑誤會賭博輸家產，覺的對椪柑虧欠，把存摺還給椪柑                                                                             |
| 林正盛   | 盛師父                                           | |
| 吳寶春   | 樂斯福盃冠軍賽觀看麵包比賽僑胞、海產餐廳用餐客人 | 吳寶春本人客串 |
| 陳撫洸   | 阿慶師傅                                         | 沙鹿麵包店阿慶師傅 |

## 拍攝場景
- 屏東縣內埔鄉崇文國民中學
- 屏東縣內埔鄉崇文國民小學
- 國立高雄餐旅大學烘焙管理系示範教室
- 多喜田麵包店
- 堂本麵包店
- 台中沙鹿區
- 法國巴黎艾菲爾鐵塔、塞納河畔

此外，臺中市政府也給予該片300萬元輔導金及拍攝支援。

## 評價
公眾人物
- 時任中華民國總統馬英九親派總統府副秘書長羅智強參加首映會，羅智強表示：「吳寶春師傅的麵包是世界第一，改編的電影也一定是世界第一。」。
- 時任民進黨主席蔡英文專程參加吳寶春電影的放映會，並表示：「吳寶春的成功不只是個人的成功，代表的是台灣社會的一種新的價值，也改寫了台灣社會對成功的定義，這是非常有意義的定義，也希望在看電影過程中可以感受到吃剛出爐麵包的感覺。」[2]

## 軼事
該片曾有計劃進入中國大陸市場。林正盛回憶，影片結尾的一幕中，奪冠的吳寶春身後出現了中華民國國旗青天白日滿地紅旗，看到這裏，中國大陸片方直截了當告訴他電影不可能過審。該片最終沒能在中國大陸上映。

## 外部連結
- Yahoo奇摩電影上《世界第一⿺麥方》的資料（繁體中文）
- 開眼電影網上《世界第一⿺麥方》的資料（繁體中文）
- 香港影庫上《世界第一⿺麥方》的資料（繁體中文）
- 时光网上《世界第一⿺麥方》的資料（简体中文）
- 豆瓣电影上《世界第一⿺麥方》的資料 （简体中文）
- 互联网电影数据库（IMDb）上《世界第一⿺麥方》的资料（英文）
- 世界第一視聽資料（國家電影中心圖書館）